# Asplenium seileri
Asplenium seileri là một loài thực vật có mạch trong họ Aspleniaceae. Loài này được C.D. Adams miêu tả khoa học đầu tiên năm 1992.